# Agatha Christies fortælleteknik
Fortælleteknikken i Agatha Christies krimier er bygget op om løsningen af en gåde, som kan minde om et puslespil. Forfatteren lægger nogle brikker frem for læseren og tilbyder denne at gætte på, hvem der er den egentlige skurk, som regel en morder. I modsætning til Arthur Conan Doyle indbygger Christie ofte de afgørende ledetråde i dialogen mellem de involverede, mens beviserne mod den skyldige er mindre fremtrædende og af og til ikke kan føre til domfældelse.  

## Fortælleteknisk metode
Christie anvender en fortælleteknisk metode, hvor hvert kapitel indeholder en række informationer, der har relevans for opklaringen af sagen. Disse informationer er ofte skjult i en dagligdags dialog, og evnen til at sløre vigtige spor nævnes som et væsentligt element i Christies ”talent til at overraske”  Motivet til forbrydelsen, ægte og falske alibier er andre ingredienser, som flytter mistanken fra en af de mistænkte til en anden i løbet af opklaringsprocessen. Efter den overraskende slutning på romanen Hvem dræbte? fra 1926 blev det ofte fremhævet, at hendes helt specielle evne var, at læseren som regel blev overrasket af løsningen på ”puslespillet” uden at føle sig snydt.
Fortællerrollen er en vigtig ingrediens i et Christie-plot. I sine tidligste romaner foretrak hun første persons fortælleren, som har begrænset indsigt, men samtidig er en del af plottet. Rollen varetages af Arthur Hastings i de første Poirot romaner, men også f.eks. Anne Beddingsfield i Mysteriet i Marlow og Dr. Sheppard  i Hvem dræbte? fra 1926. Sheppard måtte nødvendigvis erstatte Hastings i denne bog, da pointen er, at fortælleren er morderen, og Hasting passede ikke rigtigt i denne rolle. I andre romaner benytter hun sig af den registrerende fortæller. Det er interessant at sammenligne f.eks. Amy Latheran, fortælleren i Mord i Ørkenen, der anstrenger sig for at registrere hændelserne objektivt, og Jerry Burton, fortælleren i Døden kommer med Posten, en fordomsfuld mand, der tilmed er forelsket i en kvinde, der muligvis er morder. Senere i karrieren benyttede hun sig oftere af den alvidende fortæller, men løber her den risiko, at læseren føler sig snydt, hvis denne føler, at der mangler en brik i puslespillet. Den alvidende fortæller i En af os er morderen tillader læseren en begrænset indsigt i personernes tanker, hvilket er "at skøjte på tynd is, men (hun) klarede det virtuost".
Christie var konservativ af livssyn, men ret uinteresseret i praktisk politik, selv om hun støttede det konservative parti. Hendes sociale position og politiske synspunkter har vildledt mange anmeldere til at udelukke netop den klassiske konservative samfundsstøtte som gerningsmand. Ofte undytter Christie læserens formodede fordom om forfatterens sympati for en bestemt person til at vildlede. Fx når hun på trods af sit konservative syn på kønsroller, gør den opofrende mor og hustru til skurken, ligesom hendes aversion mod selvstændige, stærke kvinder ikke forhindrede, at disse kunne optræde både som heltinder og skurke. Denne evne til at variere sit persongalleri har været med til at hæfte begrebet ”Least Likely Suspect”  på den skyldige i en roman af Agathe Christie.

### Røgsløret
"Least Likely Suspect" er et simpelt, men effektivt "røgslør", som får læseren til at udelukke en person som skyldig. I Fine sko med spænder fra 1940 er skurken i en social position, som burde udelukke ham som morder. Alistair Blunt fremhæves af en fremtrædende konservativ politiker som en af de få, der kan redde Storbritannien fra politisk og socialt kaos, og Hercule Poirot bemærker: "De står for alt, hvad jeg finder væsentligt. Sundhed, balance, stabilitet og retfærdig fordeling."  I umiddelbar forlængelse af denne udtalelse beviser Poirot, at Blunt er en nådesløs morder, der har skaffet tre mennesker af vejen for at beskytte sin sociale position.
Alistair Blunts position er et eksempel på et røgslør, som medvirker til at læseren overser de ægte spor, som peger på ham som gerningsmanden. Et tilsvarende eksempel findes i Mysteriet i Marlow, hvor sir Eustace står for britisk stabilitet, men det er en facade. I virkeligheden er han storforbryder og leder af et internationalt netværk af kriminelle. Et tredje eksempel er Lady Westholme i Stævnemøde med døden. Som engelsk parlamentsmedlem forekommer hun hævet over mistanke, men Poirot udpeger hende alligevel som kynisk morderske. Major Burnaby i Sittaford-mysteriet er en af de typiske sidefigurer i en klassisk Christie, stivnakket, selvbevidst militærmand; men her er det ikke en sidefigur, men morderen, som bærer disse karakteristika.
I Hvem dræbte? er det fortællerrollen, der er røgsløret. Fortælleren, Dr. Sheppard lyver ikke direkte i sine notater om sagen, men han skjuler så mange væsentlige kendsgerninger, at læseren burde være på vagt. Det er primært hans rolle som fortæller, der udgør hans alibi, som viser sig at være konstrueret. I Døden lurer er Nick Buckley  tilsyneladende offer for en række attentaforsøg. I virkeligheden peger flere spor på, at Nick selv har iværksat disse attentater, som hun hver gang slipper godt fra. Efter at have overbevist omgivelserne om, at hun er i livsfare, myrder hun sin kusine. Planen afhænger af, at læseren tror på, at de er blevet forvekslet, fordi kusinen, kort før drabet foregik, havde lånt Nicks sjal. En tilsvarende ung, hårdkogt kvinde er skuespillerinden Jane Wilkinson i Tretten til bords. Hun engagerer en kollega til at deltage i et middagsselskab, hvor hun er forklædt som Wilkinson, og denne benytter dette alibi til at myrde sin mand, den despotiske Lord Edgware. Hun er naturligvis nødt til også at myrde kollegaen, og først da Hercule Poirot finder de afgørende brikker i puslespillet, bliver hun afsløret.
I ABC Mordene og Mord er let er gerningsmanden tilsyneladende en seriemorder eller en psykisk syg person. I virkeligheden har gerningsmanden en logisk grund til sine handlinger, og nogle af de drab, som gerningsmanden ikke har et motiv til, er røgslør over det "ægte" drab. Grundideen er i begge tilfælde beslægtet med morderens plan i Mord for åbent tæppe, hvor skuespilleren Charles Cartwright afholder en generalprøve på det drab, han senere gennemfører som planlagt. Læseren leder derfor efter et motiv til det første mord og overser, at det er det andet mord, der har et motiv. En af os er morderen, hvor ti mennesker er isoleret på en øde ø, byder derimod på en ægte seriemorder, som dog har en helt forståelig grund til sine handlinger. Røgsløret i denne roman er gemt i tolkningen af et børnerim, som desværre af hensyn til politisk korrekthed er ændret i nyere engelske udgaver af romanen. (I den seneste danske udgave af romanen (Der var ti, der var ni... fra 1998) er børnerimet (Ti små niggerdrenge) dog bevaret uændret.) Bogen betegnes som hendes mest kendte og populære roman. 
De foregående eksempler på den umulige morder som tema overgås måske af pointen i Det kringlede hus, hvor morderen er et barn. Christie havde dog forberedt sine læsere allerede i 1944, da hun skrev Mod nulpunktet, hvor det tidligt i romanen fremgår, at morderen allerede som barn havde begået drab. Både her – og senere i Dommen er afsagt – henviser hun til virkelige sager med børn, der har begået drab. Derfor burde hendes publikum vide, at børn er potentielle mordere. 
Hvis læseren skal have en chance for at gætte løsningen på en Christie-mordgåde, er første betingelse, at denne husker, at alle er under mistanke uanset deres position i bogen; det skal dog tilføjes, at der også er mange eksempler på, at den tilsyneladende mest sympatiske eller mest interessante person i en Christie ikke er morderen.  Overfaldisk betragtet har Henrietta i Hollow-mysteriet samme position i plottet som f.eks. Elsa Greer i Seksten år efter. Men de udfylder unægtelig rollen som en berømtheds elskerinde på meget forskellig vis. Henrietta er klar over, at John Christow ville forlade sin lettere stupide kone, hvis han ikke havde en elskerinde at "trøste" sig hos, og derfor beslutter hun sig for at udfylde rollen. Elsa bliver derimod jaloux, da elskeren viser sig at foretrække sin kone for elskerinden. Den uundgåelige konsekvens er, at mens den bedragne hustru myrder ægtefællen i Hollow-mysteriet, er det elskerinden, der myrder sin elsker i Seksten år efter.

### Trekantdramaet
Christie har selv understreget, at der kun findes tre grundmotiver til forbrydelser: Penge, kærlighed og frygt. I trekantdramaet kan disse tre grundmotiver kombineres og varieres, og flere af Christies bedst sælgende romaner udnytter disse muligheder. I De låsede døre er Alfred Inglethorps utroskab længe ukendt for læseren, mens det fra starten er kendt, at han er arving til en formue efter sin 20 år ældre hustru. Tim Rendalls seksuelle motiv til at myrde sin kone afsløres ligeledes meget sent i Det caribiske mysterium. I Solen var vidne går der rygter om et trekantsdrama, men det forkerte viser det sig, idet den egentlige utroskab er nydeligt tilsløret.
I Nemesis kan det virke overraskende, at det er gammeljomfruen Jane Marple, der kommer på sporet af en lesbisk kvinde, Clotilde Bradbury-Scott,  der ti år tidligere har myrdet en teenage-pige, som hun har fattet lidenskabelig kærlighed for. Da pigen ville giftes med en ung mand med en kriminel løbebane, valgte Clotilde at dræbe pigen og udlægge falske spor, som sendte den unge kriminelle i fængsel på livstid. I andre tilfælde er homoseksuelle par ganske harmløse, især når Christie karikerer deres forhold.  Motivet, hvor en kvinde hævner sig, fordi hun er blevet svigtet i et seksuelt forhold, spiller en rolle i Mord er let, mens samme tema er en afgørende brik i røgsløret i Døden på Nilen. I Hun døde ung – Miss Marples sidste sag bemærker denne dr. Hallidays "unaturlige hengivenhed for sin søster", som driver ham til at begå drab. Selv om hun ikke direkte bruger udtrykket incest, er det klart,at det er det, hun mener med udtrykket unaturlig hengivenhed.

### Mordplanen
Røgsløret over plottet er i ovenstående eksempler en del af mordplanen. Gerningsmanden har arrangeret et alibi, som får de fleste til at se situationen fra morderens synsvinkel. De fleste af Christies romaner er bygget op om snedige mordplaner, så handlingen bliver en magtkamp mellem skurken og detektiven. I Mord for åbent tæppe holder skuespilleren Charles Cartwright generalprøve på et mord. Offeret er helt tilfældigt udvalgt blandt Cartwrights gæster ved et middagsselskab. Det får efterforskningen ledt på vildspor, da det "rigtige" mord bliver begået, tilsyneladende som en følge af det første mord. Blev han myrdet? vender på sin vis ideen fra Mord for åbent tæppe på hovedet, da morderen udnytter et helt naturligt dødsfald som dække over et brutalt drab. Politiet og de fleste læsere går på jagt efter spor, der er knyttet til det forkerte dødsfald, men Poirot afslører til sidst den rette sammenhæng.
I Døden kommer med Posten fremhæver Miss Marple, at den mest sandsynlige morder er offerets ægtefælle. Der er mindst et dusin eksempler på, at et Christie-plot viser sig at have denne pointe. Ægtefæller, der ønsker at slippe af med deres mand eller hustru, gør sig derfor store anstrengelser for at skaffe sig et alibi. Richard Symmington (Døden kommer med Posten) skriver anonyme breve, Michael Rodgers, hovedpersonen i Endeløs nat, benytter sin kones gode veninde til at sikre sig et falskt alibi, og Simon Doyle i Døden på Nilen skyder sig selv i benet. Jane Wilkinsons plan i Tretten til bords, hvor hun får en anden skuespillerinde til at spille rollen som sig selv, er måske det mest udspekulerede af alle disse konstruerede alibier.

### Det spontane drab
Læsere, der har indstillet sig på, at Christies mordere lægger sindrige planer, bliver overraskede, når de erfarer pointen i slutningen af romaner som Kortene på bordet, Hollow-mysteriet og Det forstenede Ansigt . Disse tre romaner er eksempler på det spontane drab. I Hollow-mysteriet forekommer en udspekuleret variant, idet offeret, John Christow, udstyrer sin kone – der netop har skudt ham efter at have opdaget, at han er hende utro – med et alibi i sekunderne før han udånder. Motivet bag hans handling er at skåne familiens børn for skandalen. Han vælger sin elskerinde, Henrietta Savernake, som medhjælper i forsøget på at producere falske spor i sagen.

De ovenfor omtalte romaner er eksempler på mord, der er begået i affekt eller som følge af en pludselig opstået angst hos morderen. I mange andre romaner, hvor der er tale om et planlagt drab, bliver dette efterfulgt af et nødvendigt drab på et vidne, som har forsøgt pengeafpresning mod gerningsmanden. Om disse opfølgende mord lader Christie sit alter ego, udtale sig i Kortene på bordet. 
Jeg tror altid, jeg er færdig, og når jeg beregner (anslagene), opdager jeg, at jeg kun har skrevet tredive tusind ord i stedet for tres tusind, og så er jeg nødt til at myrde en til og lade heltinden blive bortført igen. Det er alt sammen meget kedeligt.
 Citatet er blot et af mange eksempler på, at Christie havde en god portion selvironi. I Den døde vender tilbage er det første spontant begåede mord ikke det væsentlige, men fungerer som et røgslør over det planlagte mord. En særligt forvirrende omstændighed er, at der er tale om to forskellige af hinanden uafhængige drab. 
Novellen Anklagerens vidne har måske det bedste plot om et spontant drab. Gerningsmanden Leonard Vole får et skudsikkert alibi af sin hustru, som er klar over, at han har begået forbrydelsen. I den oprindelige novelle lykkes det hende at narre myndighederne; i de senere bearbejdninger fx i filmen med Marlene Dietrich som "femme fatale", bliver Vole straffet ved en simpel hævnakt, idet hustruen myrder ham, da hun opdager, at han har begået utroskab.

### Den geniale morder
Hvis vi begrænser os til de 66 romaner og 12 noveller af halv romanlængde, er langt de fleste af Christies mordere eksperter i at udlægge røgslør. En af konsekvenserne er, at morderen ofte er en af de mest fremtrædende skikkelser i handlingen. Charles Cartwright stråler langt mere end de andre personer i Mord for åbent tæppe, dommer Wargrave er den udfarende kraft i En af os er morderen, og dr. Sheppard er den mest afrundede person i Hvem dræbte?. Miss Waynflete i Mord er let har i adfærd en så slående lighed med Miss Marple, at hun i en anerkendt biografi over detektivromaner forveksles med denne. Men Miss Marple-figuren i denne bog var morderen, så naturligvis måtte hun optræde under en anden identitet. 
I Endeløs nat er det svært at undgå at få sympati for den uheldige og tilsyneladende ulykkelige fortæller Michael. Han er – ligesom morderne i Hvem dræbte?, Mord for åbent tæppe og Invitation til mord – portrætteret med stærkere sympati og engagement end de fleste andre i Christies bøger.
" (Disse) er enten skildret som stærke individualistiske personligheder eller også skaber deres situation engagement og interesse hos læseren, der er lykkelig over at kunne forbinde dem med den ledende efterforsker i dennes søgen efter sandhed og retfærdighed. Når løsningen bliver præsenteret, bliver læseren imidlertid gjort opmærksom på, hvor ofte de negative sider hos disse personer er blevet præsenteret for ham."
I denne type Christie er det muligt at gætte sammenhængen ved at nærlæse hovedpersonens replikker. Christie forstår dog at variere sig, så fremtrædende personer (og dermed potentielle mordere) som Henrietta Savernake i Hollow-mysteriet, Mrs Summerhayes i Dommen er afsagt og Griselda Clemont i Mordet i Præstegården har deres egne, helt specielle grunde til at påtage sig en ledende rolle i dísse sager, men de er ikke mordere. 
I Blev han myrdet? hænger hele morderens alibi på en enkelt, tilfældigt udtalt sætning, mens hun i øvrigt langt hen ad vejen holder en lav profil. To af Christies lange noveller skiller sig ud fra de andre, ved at morderen egentlig er primitiv og efterlader sig mange beviser på gerningsstedet; men en anden person sikrer gerningsmanden et alibi. Romaine i den oprindelige version af Anklagerens vidne dækker over sin mand, mens Alix  i Nattergalebo forudser sin ægtefælles mordplan og forpurrer den. Det er derfor en fejltagelse at gå ud fra, at morderen i en Christie altid har lagt en uovertruffen plan.
Der er således en del eksempler, hvor det er muligt at placere en morder på bagrund af dennes rolle i fortællingen. I andre plot er en tilsvarende rollefordeling imidlertid et vildspor. Den eneste måde, hvorpå læseren kan afkode en Christie er gennem en korrekt tolkning af tvetydige informationer.

### Offeret
Offeret i en Christie er ofte nøglen til at gennemskue plottet. 
Den sadistiske og despotiske patriark (fx Simeom Lee i En af mine sønner) eller sjældnere matriark (fx Mrs. Boynton i Stævnemøde med døden) er så gennemført usympatiske, at alle i deres familie har en grund til at myrde dem. Lord Edgware i Tretten til bords er af samme type, som sikrer, at alle har et motiv. De mere komplekse plots byder på forskellige motiver for hver enkelt mistænkt, og derfor er offeret en mere sammensat natur, fx John Christow i Hollow-mysteriet. En del ofre har et kendskab til morderens tidligere livsbane, som kan være farlig for denne. I en del romaner er det sekundære drab forårsaget af pengeafpresning foretaget af en person, der kan gennemhulle morderens alibi.

## Den samlede komposition
I en puslespilsroman forventes de forskellige spor naturligvis at udgøre en samlet enhed. Robert Barnard gennemgår tre klassiske eksempler for at vise, "hvordan hun slipper af sted med det."  De tre eksempler er Hercule Poirots jul, Seksten år efter og Invitation til mord.
Hercule Poirots jul er en "leg" med ægte og falske spor. Den genetiske kendsgerning, at to blåøjede ikke kan avle et brunøjet barn, spiller en rolle i legen, ligesom en række fysiske ligheder mellem tre brødre og to andre mænd, der muligvis er halvbrødre til de tre. Et afgørende spor tilvejebringes af butleren, der (naturligvis) ikke er morder, men som vil gå langt for at skjule skandaler i familien, endog skjule kendsgerninger for politiet, hvis det er nødvendigt. Denne type loyalitet fra butlerens side genfindes i andre Christie-plots. I Seksten år efter leger Christie med komplicerede forklaringer, men de afgørende spor er taget fra hverdagens små tildragelser. I Invitation til mord er tre af de afgørende indicier mod Miss Blacklock en defekt lampe, et brandmærke på et bord og en (lidt for iøjnefaldende) perlekæde.  
Christies særlige evner omfatter også en tilbøjelighed til at understrege et spor så kraftigt, at læseren vil være mistænksom overfor den enkle, korrekte tolkning. I Mord i smøgen er der således flere beviser for, at den dræbte er venstrehåndet. Derfor er det usandsynligt, at hun har begået selvmord med højre hånd. Dette tyder på, at hun er blevet myrdet, men pointen er den simple, at hun faktisk har begået selvmord med venstre hånd. I Var hun uskyldig? er beviserne mod den anklagede overvældende; men det afgørende spor er, at en sygeplejerske angiveligt har stukket sig på en rose, som tilhører en art, der ikke bærer torne. Hvis læseren begynder at spekulere over, hvorfor sygeplejersken lyver om denne banale ting, er det muligt at tolke andre spor, der peger på sygeplejersken som morderen, korrekt.
Kyndige Agatha Christie læsere vil på baggrund af et studium af hendes mest indviklede plots i alt fald kunne gætte en håndfuld løsninger på mordgåderne i de romaner, hvor det afgørende spor er  lidt for tydeligt. I Stumt vidne ser et vidne bogstaverne "TA" i et spejl. Det skal naturligvis tolkes som "AT", hvorefter morderens identitet er let at fastslå. Spejleffekten spiller ligeledes en rolle i løsningen af gåderne i Det caribiske mysterium og Blev han myrdet?. I Døden i skyerne forestiller et vidne sig, at offeret er dræbt af en giftig pil. I virkeligheden er de ægte spor en hvid kittel, en tom tændstikæske og to teskeer i samme underkop.
Bedst sammenhæng mellem de forskellige ægte og falske spor er der måske i Seksten år efter. Løsningen på denne mordgåde er ikke blot logisk, "men uundgåelig". Poirot støtter sig på de fem vidners forklaringer og finder sandheden. Caroline Crale, der oprindelig blev dømt for drabet fandt ganske vist ægtemandens utroskab "trættende"; men hun accepterede, at det var en del af hans kunstneriske udtryksform. Elskerinden, derimod, ung og sårbar, kunne ikke bære at blive "sat på porten", fordi maleriet betød mere for Crayle end en (tilfældig) affære. Derfor måtte hun dræbe ham.
Eneste mindre svaghed er den kendsgerning, at politiet overser betydningen af, at giften var i ølglasset og ikke i flasken; Poirot bemærker 16 år efter drabet, at når Caroline var uvidende om, hvordan giften var administreret, måtte hun være uskyldig. Hun tørrede fingeraftrykkene af flasken for at redde sin søster, som hun troede, var skyldig, fra anklagen. Men er det virkelig sandsynligt, at lederen af efterforskningen ville overse betydningen heraf?  Tilsvarende indvendinger kan også rettes mod den oprindelige efterforskning af drabet i Forsinket alibi og politiets fremskaffelse af beviser i Var hun uskyldig?